# Будзішкі (Мазовецьке воєводство)
Будзішкі (пол. Budziszki) — село в Польщі, у гміні Старий Люботинь Островського повіту Мазовецького воєводства.
Населення — 129 осіб (2011).
У 1975-1998 роках село належало до Остроленцького воєводства.

## Демографія
Демографічна структура станом на 31 березня 2011 року:
|          | Загалом | Допрацездатний вік | Працездатний вік | Постпрацездатний вік |
| -------- | ------- | ------------------ | ---------------- | -------------------- |
| Чоловіки | 70      | 25                 | 35               | 10                   |
| Жінки    | 59      | 26                 | 22               | 11                   |
| Разом    | 129     | 51                 | 57               | 21                   |